# Нідерланди на Дитячому пісенному конкурсі Євробачення
Нідерланди на Дитячому пісенному конкурсі Євробачення дебютували у 2003 році. Нідерланди є єдиною країною, що беруть участь у кожному виданні Дитячого Євробачення з моменту його заснування, після позбавлення у 2021 році членства у ЄМС Білорусі.
Першим представником країни на конкурсі став Рол з піснею «Mijn Ogen Zeggen Alles» (Мої очі кажуть все), який посів 11 місце. Першу і наразі єдину перемогу країні приніс у 2009 році Ральф Маккенбах, що виконав пісню «Click Clack» (Клік Клак).
Нідерланди були країною-господаркою Дитячого пісенного конкурсу Євробачення у 2007 році. Конкурс пройшов у Роттердамі.

## Учасники
Умовні позначення
     Переможець
     Друге місце
     Третє місце
     Четверте місце
     П'яте місце
     Останнє місце
| Рік  | Місце проведення | Учасник            | Пісня                                        | Місце | Бали |
| ---- | ---------------- | ------------------ | -------------------------------------------- | ----- | ---- |
| 2003 | Копенгаген       | Рол                | Mijn Ogen Zeggen Alles (Мої очі кажуть все)  | 11    | 23   |
| 2004 | Ліллегаммер      | Клер і Нікі        | Hij Is Een Kei (Він валун)                   | 11    | 27   |
| 2005 | Гасселт          | Тесс               | Stupid (Дурний)                              | 7     | 82   |
| 2006 | Бухарест         | Кімберлі           | Goed (Добре)                                 | 12    | 44   |
| 2007 | Роттердам        | Ліза, Емі та Шеллі | Adem In, Adem Uit (Подих з видихом)          | 11    | 39   |
| 2008 | Лімасол          | Марісса            | 1 Dag (1 день)                               | 13    | 27   |
| 2009 | Київ             | Ральф Маккенбах    | Click Clack (Клік клак)                      | 1     | 121  |
| 2010 | Мінськ           | Сенна та Анна      | My Family (Моя сім'я)                        | 9     | 52   |
| 2011 | Єреван           | Рейчел             | Teenager (Підліток)                          | 2     | 103  |
| 2012 | Амстердам        | Фемке              | Tik Tak Tik (Тік Так Тік)                    | 7     | 69   |
| 2013 | Київ             | Мілен і Розанна    | Double Me (Подвоїти мене)                    | 8     | 59   |
| 2014 | Марса            | Джулія             | Around (Навколо)                             | 8     | 70   |
| 2015 | Софія            | Шаліса             | Million Lights (Мільйон вогнів)              | 15    | 35   |
| 2016 | Валетта          | Kisses             | Kisses & Dancin' (Поцілунки й танці)         | 8     | 174  |
| 2017 | Тбілісі          | FOURCE             | Love Me (Любити мене)                        | 4     | 156  |
| 2018 | Мінськ           | Макс та Енн        | Samen (Разом)                                | 13    | 91   |
| 2019 | Глівіце          | Матеу              | Dans Met Jou (Танцюю з тобою)                | 4     | 186  |
| 2020 | Варшава          | UNITY              | Best Friends (Найкращі друзі)                | 4     | 132  |
| 2021 | Париж            | Аяна               | «Mata Sugu Aō Ne» (Коли я знову побачу тебе) | 19    | 43   |
| 2022 | Єреван           | Луна               | La festa (Фестиваль)                         | 7     | 128  |
| 2023 | Ніцца            | Сеп і Ясмейн       | «Holding On To You» (Тримаюся за тебе)       | 7     | 122  |
| 2024 | Мадрид           | Stay Tuned         | «Music» (Музика)                             | 10    | 91   |
| 2025 |                  |                    |                                              |       |      |

## Історія голосування (2003—2024)
| №  | Дано               | Дано | Отримано           | Отримано |
| №  | Країна             | Очок | Країна             | Очок     |
| -- | ------------------ | ---- | ------------------ | -------- |
| 1  | Вірменія           | 119  | Бельгія            | 98       |
| 2  | Грузія             | 108  | Вірменія           | 95       |
| 3  | Бельгія            | 97   | Мальта             | 79       |
| 4  | Росія              | 88   | Грузія             | 75       |
| 5  | Франція            | 80   | Швеція             | 64       |
| 6  | Мальта             | 78   | Україна            | 58       |
| 7  | Білорусь           | 77   | Білорусь           | 56       |
| 8  | Іспанія            | 69   | Росія              | 55       |
| 9  | Україна            | 63   | Сербія             | 46       |
| 10 | Швеція             | 51   | Північна Македонія | 43       |
| 11 | Австралія          | 49   | Іспанія            | 42       |
| 12 | Сербія             | 48   | Албанія            | 36       |
| 13 | Північна Македонія | 47   | Кіпр               | 35       |
| 14 | Польща             | 41   | Італія             | 33       |
| 15 | Болгарія           | 38   | Ірландія           | 32       |
| 16 | Італія             | 35   | Польща             | 30       |
| 17 | Велика Британія    | 34   | Франція            | 25       |
| 18 | Хорватія           | 26   | Болгарія           | 24       |
| 19 | Казахстан          | 25   | Ізраїль            | 23       |
| 20 | Данія              | 16   | Австралія          | 22       |
| 21 | Кіпр               | 16   | Латвія             | 21       |
| 22 | Азербайджан        | 14   | Велика Британія    | 21       |
| 23 | Ірландія           | 13   | Румунія            | 16       |
| 24 | Литва              | 12   | Молдова            | 16       |
| 25 | Латвія             | 12   | Німеччина          | 15       |
| 26 | Словенія           | 12   | Литва              | 13       |
| 27 | Португалія         | 12   | Данія              | 12       |
| 28 | Норвегія           | 10   | Португалія         | 12       |
| 29 | Румунія            | 9    | Сан-Марино         | 12       |
| 30 | Греція             | 8    | Азербайджан        | 11       |
| 31 | Ізраїль            | 8    | Хорватія           | 11       |
| 32 | Албанія            | 8    | Казахстан          | 11       |
| 33 | Молдова            | 5    | Норвегія           | 7        |
| 34 | Німеччина          | 4    | Греція             | 5        |
| 35 | Сан-Марино         | 2    | Словенія           | 5        |
| 36 | Чорногорія         | —    | Чорногорія         | 1        |
| 37 | Уельс              | —    | Уельс              | 1        |